# Ub (Serbia)
Ub (serbocroata cirílico: Уб) es un municipio y villa de Serbia perteneciente al distrito de Kolubara del oeste del país.
En 2011 tiene 29 022 habitantes, de los cuales 6164 viven en la villa y el resto en las 37 pedanías del municipio. La mayoría de la población se compone de serbios (27 525 habitantes), existiendo una minoría de gitanos (1118 habitantes).
Se ubica unos 20 km al noreste de Valjevo.

## Pedanías
Junto con Ub, pertenecen al municipio las siguientes pedanías: